# 桂小米朝のハートフル大阪
『桂小米朝のハートフル大阪』（かつらこべいちょうのハートフルおおさか）は、2005年3月26日までテレビ大阪で放送されていた大阪市広報番組である。
番組終了時の放送時間は毎週土曜日21:54 - 22:00。

## 概要
毎回桂小米朝（現・5代目桂米團治）が大阪市内の施設や名所などを訪問し、人との出会いや体験を通して魅力ある大阪市の姿を紹介していたミニ番組であった。
番組は手話通訳放送を実施していた。

## 制作
- プロデューサー：川人一生
- 制作協力：ビデオブレーン
- 制作著作：テレビ大阪